# Umbilicaria haumaniana
Umbilicaria haumaniana är en lavart som beskrevs av Frey. Umbilicaria haumaniana ingår i släktet Umbilicaria och familjen Umbilicariaceae.   Inga underarter finns listade i Catalogue of Life.